# Szlichtyngowa
Szlichtyngowa (niem. Schlichtingsheim) – miasto w południowej części województwa lubuskiego, w powiecie wschowskim, siedziba gminy miejsko-wiejskiej Szlichtyngowa, w pobliżu rzeki Odry. W latach 1975–1998 miasto administracyjnie należało do woj. leszczyńskiego. Szlichtyngowa leży w historycznej Wielkopolsce.

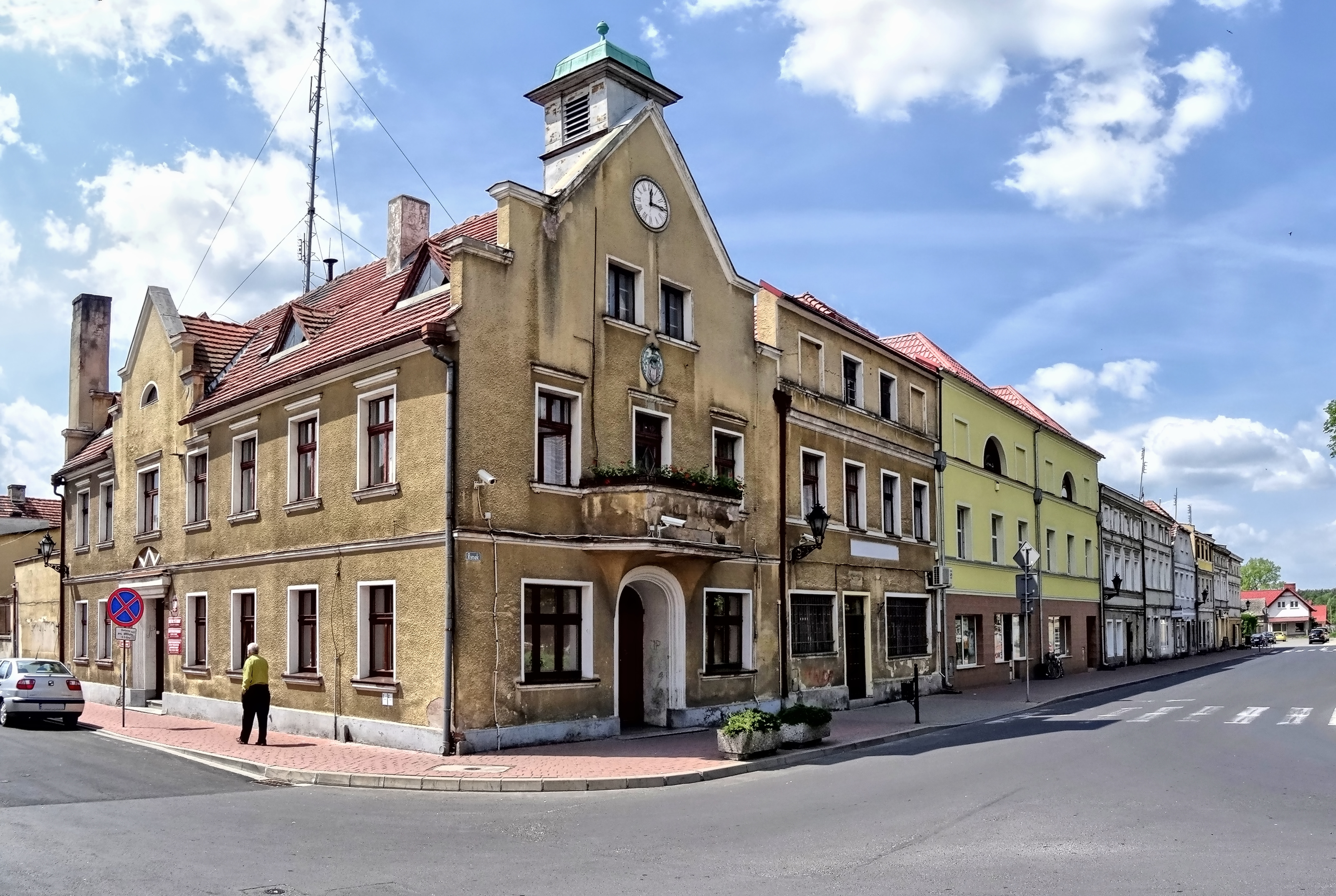
Urząd Miasta i Gminy

Według danych GUS z 31 grudnia 2019 r. miasto miało 1274 mieszkańców.

## Historia
Miasto założył w swych dobrach członek wspólnoty braci polskich Jan Jerzy Szlichtyng, który w 1644 wyjednał od króla Polski Władysława IV Wazy przywilej lokacyjny dla miejscowości zwanej wówczas Schlichtinkowo. Jak wiele innych miast zakładanych w tym okresie w Wielkopolsce, Szlichtyngowa opierała swój rozwój na imigracji protestanckich uchodźców ze Śląska, prześladowanych przez katolickich Habsburgów. Z tego powodu miasto od początków istnienia aż do 1945 r. posiadało pod względem kulturowym i etnicznym przeważająco niemiecki charakter. Szlichtyngowa funkcjonowała jako ośrodek rzemieślniczy, od 1653 znajdował się tu skład płótna przeznaczonego na eksport.
Wraz z II rozbiorem Polski w 1793 r. miasto dostało się pod panowanie Prus, przejściowo wchodząc w skład Księstwa Warszawskiego (1807–1815). W 1906 r. Szlichtyngowa otrzymała połączenie kolejowe z Górą i Głogowem. Ze względów etnicznych Traktat Wersalski nie przywrócił Szlichtyngowej Polsce po I wojnie światowej. 1 lutego 1945 r. miasto zostało zajęte przez wojska radzieckie. W Szlichtyngowej utworzono polską administrację, ludność miasta została wysiedlona do Niemiec i zastąpiona polskimi osadnikami.
W 1992 r. zlikwidowano połączenie kolejowe z miastem. W 1995 r. spłonął kościół szachulcowy z XVII wieku. Ośrodek handlowo-usługowy regionu rolniczego. W okolicy ma miejsce wydobycie gazu ziemnego.

## Demografia

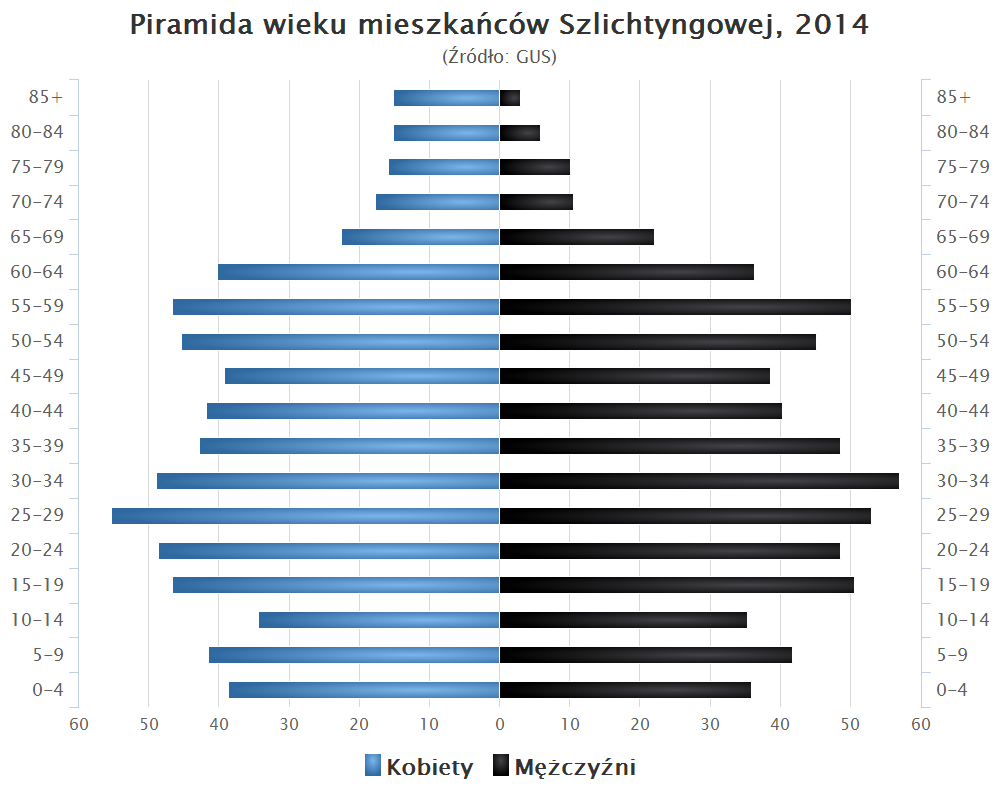
Piramida wieku mieszkańców Szlichtyngowej w 2014 roku

## Zabytki
Do wojewódzkiego rejestru zabytków wpisane są:
- założenie urbanistyczne i zespół budowlany
- dom, ul. Polna 2, z XVIII wieku/XIX wieku
- domy – kamienice, Rynek 7, 11, 13, 19, 20, 36, 37, z okresu XVIII wieku/XIX wieku
- koźlak (wiatrak)

inne zabytki:
- kościół pw. Podwyższenia Krzyża Świętego
- wozownia plebańska z pierwszej połowy XIX wieku
- dzwonnica z XVII-XVIII wieku
- cmentarz żydowski

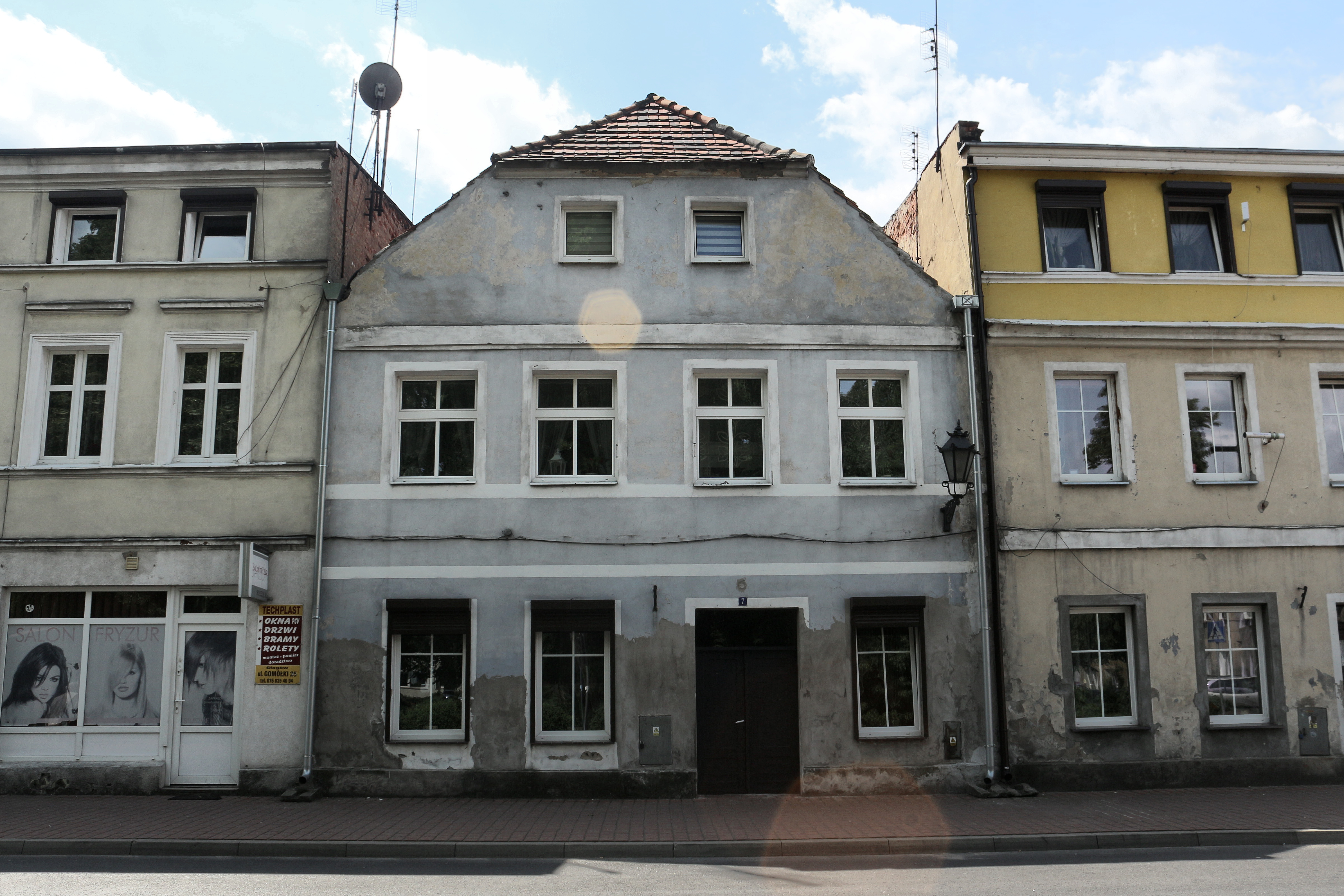
Kamieniczka – Rynek 7
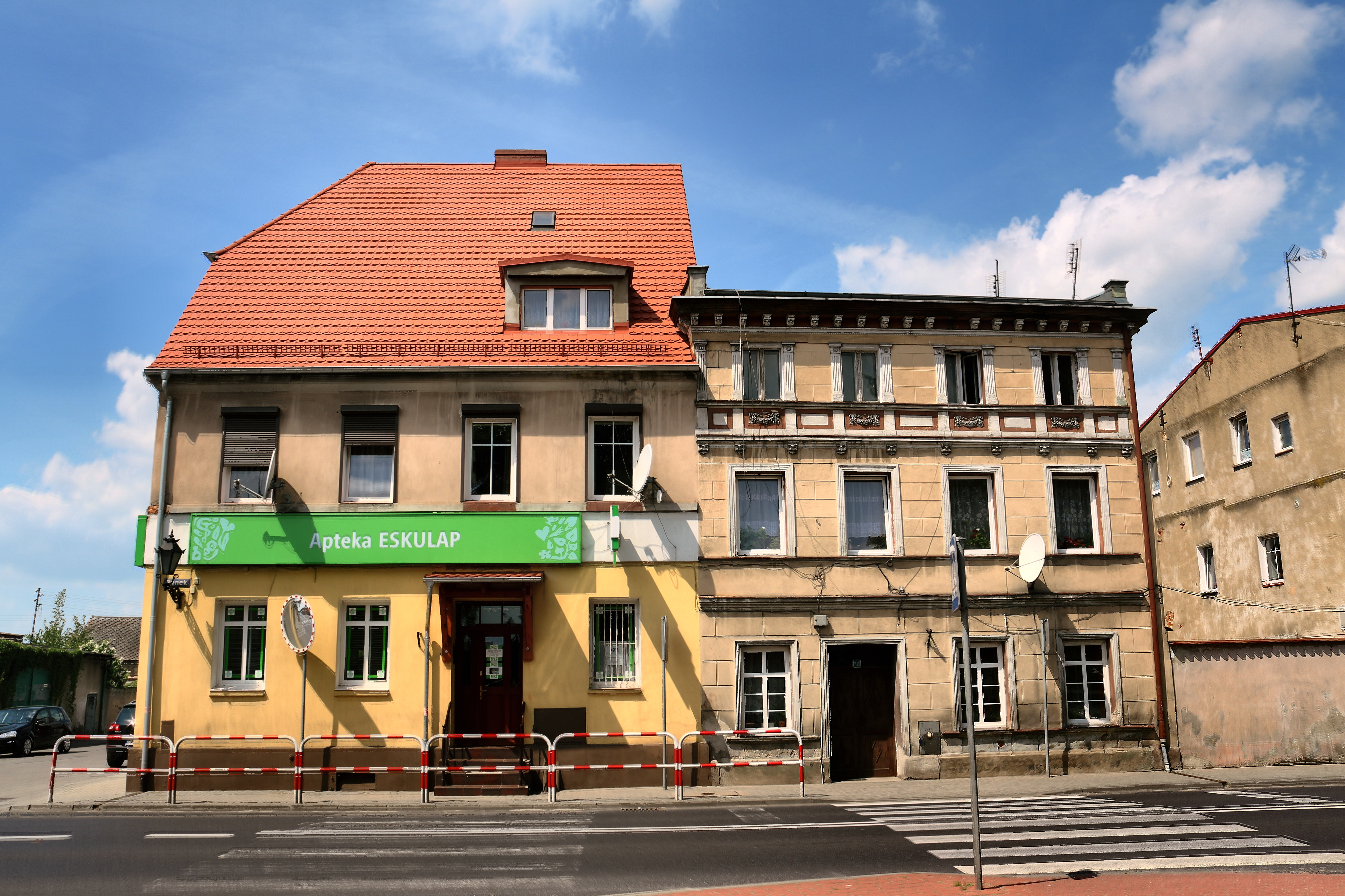
Kamieniczki – Rynek 11, 12
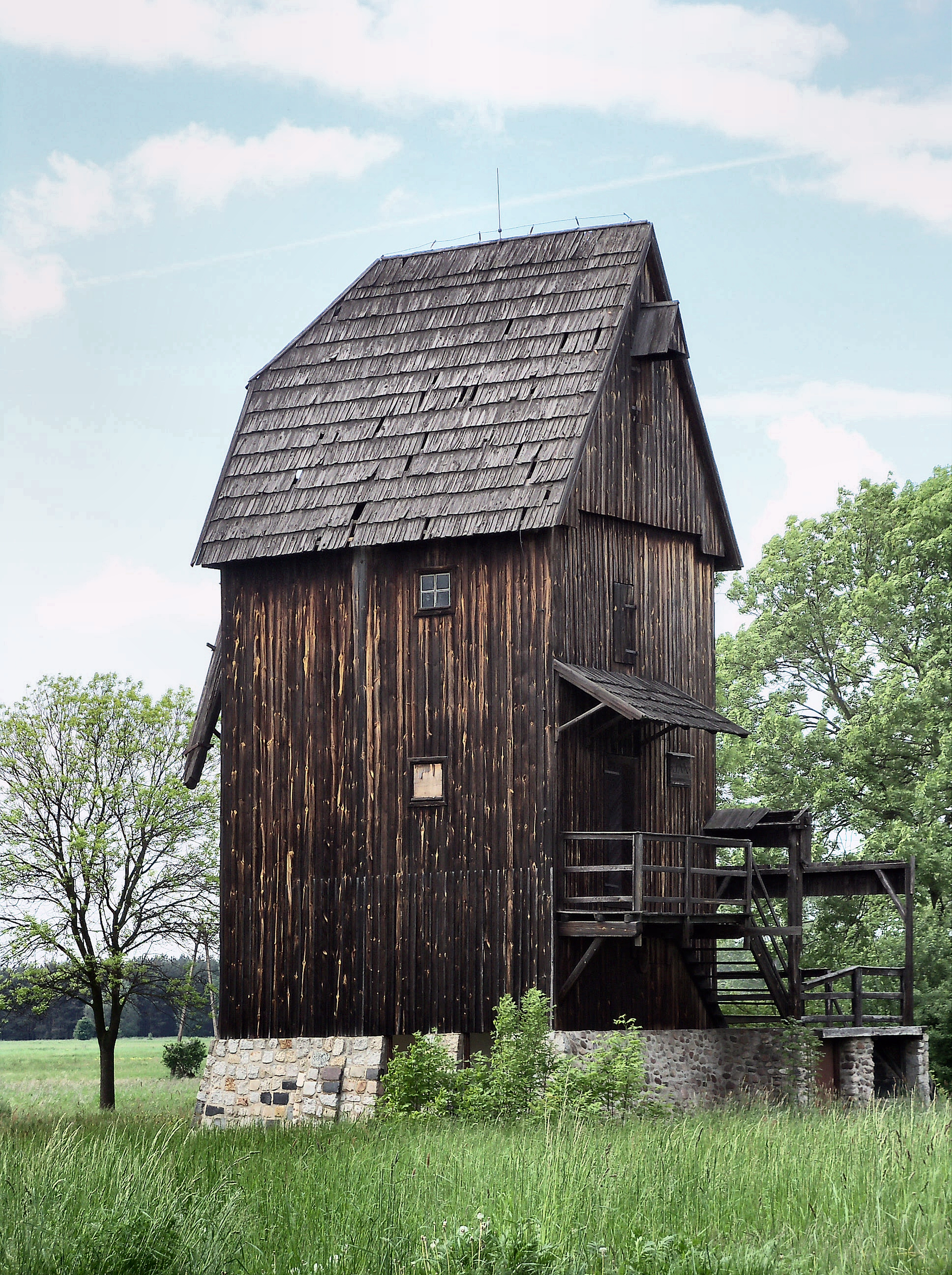
Wiatrak
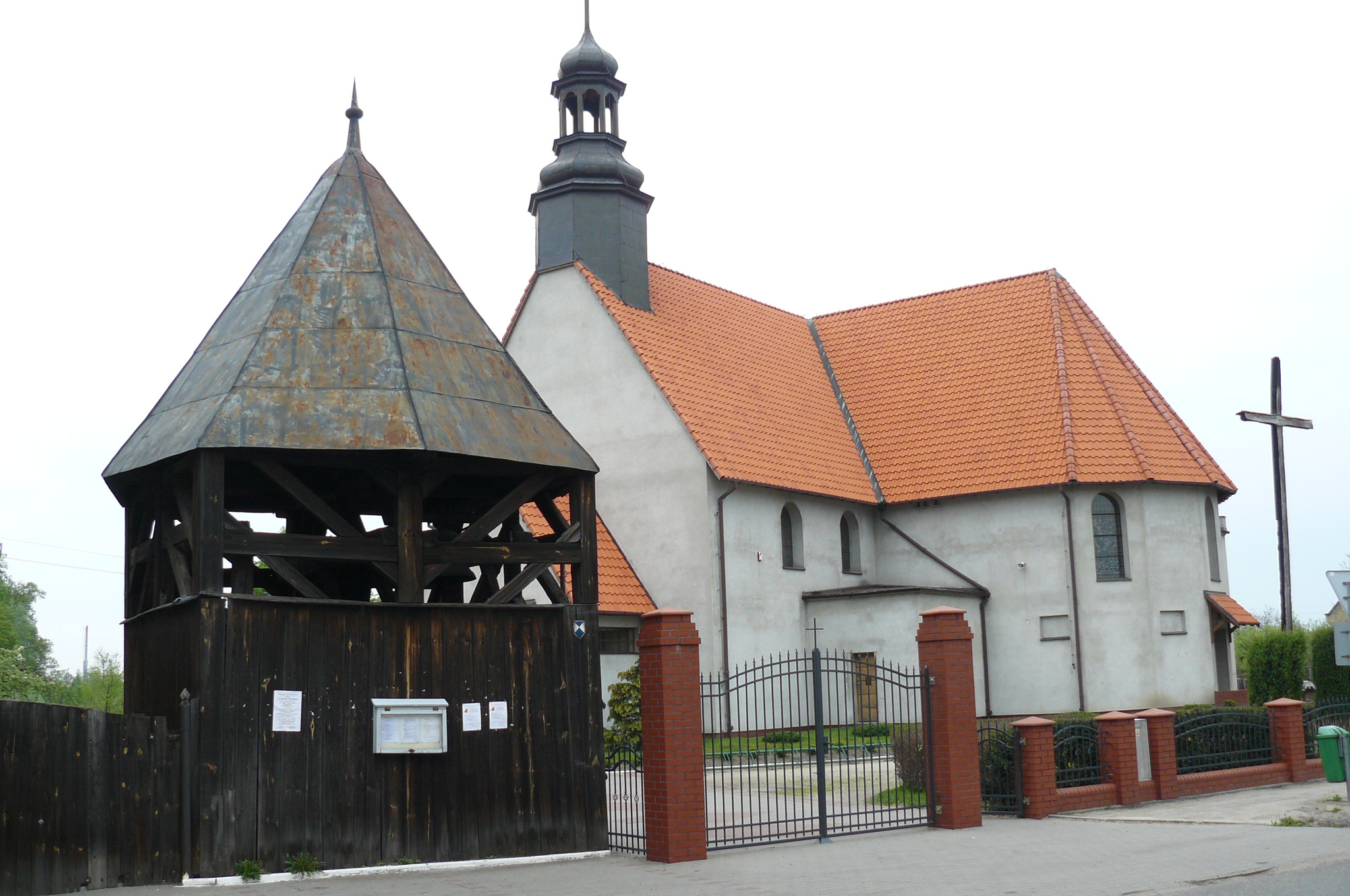
Kościół pw. Podwyższenia Krzyża Świętego z XVII wieku, odbudowany po pożarze z 1995 roku

## Transport

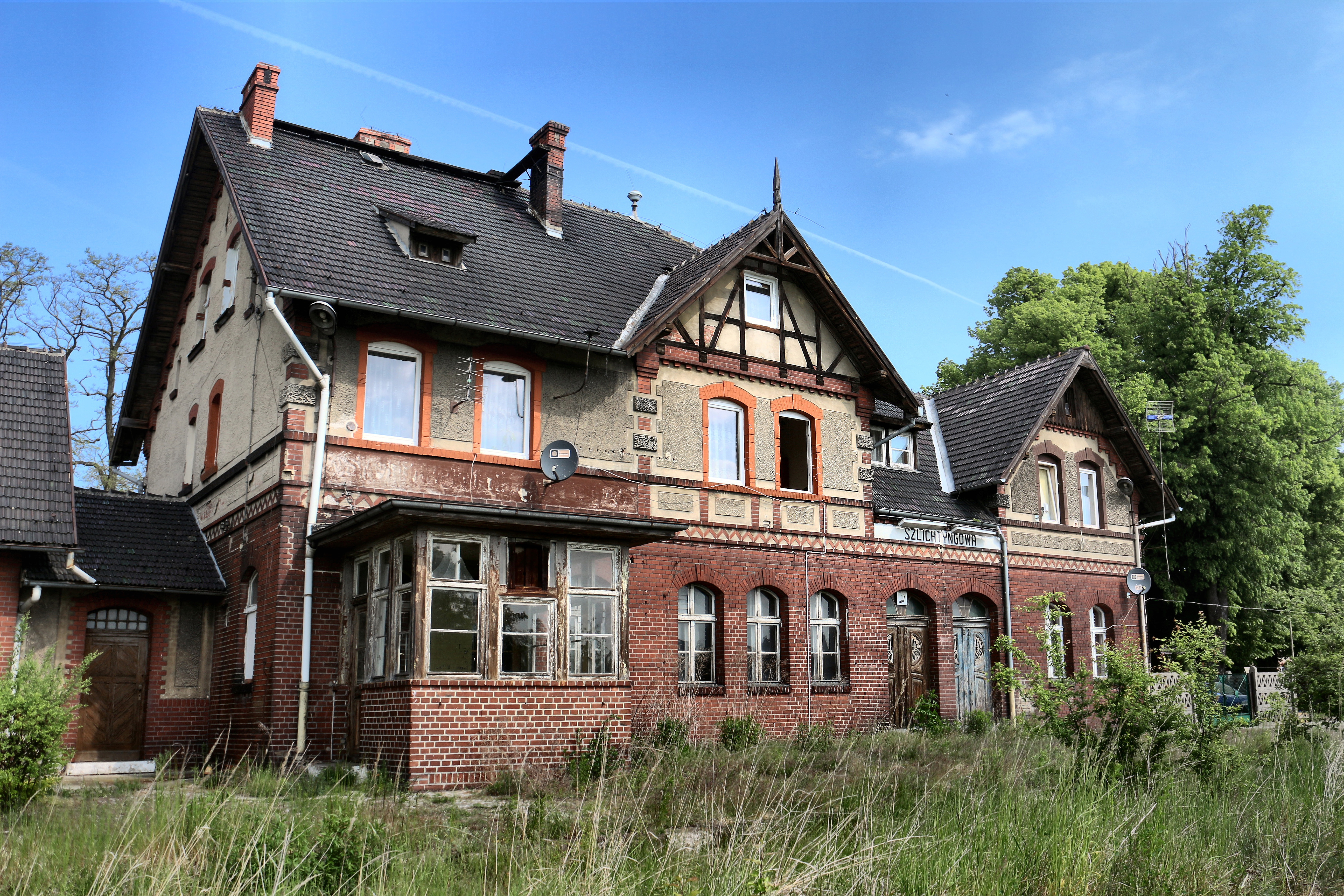
Dworzec kolejowy

Węzeł drogowy. W mieście krzyżują się drogi krajowe i wojewódzkie:
- DK12: Łęknica – Żary – Szlichtyngowa – Kalisz – Radom – Lublin – Dorohusk
- DW324: Szlichtyngowa – Góra – Rawicz

## Edukacja

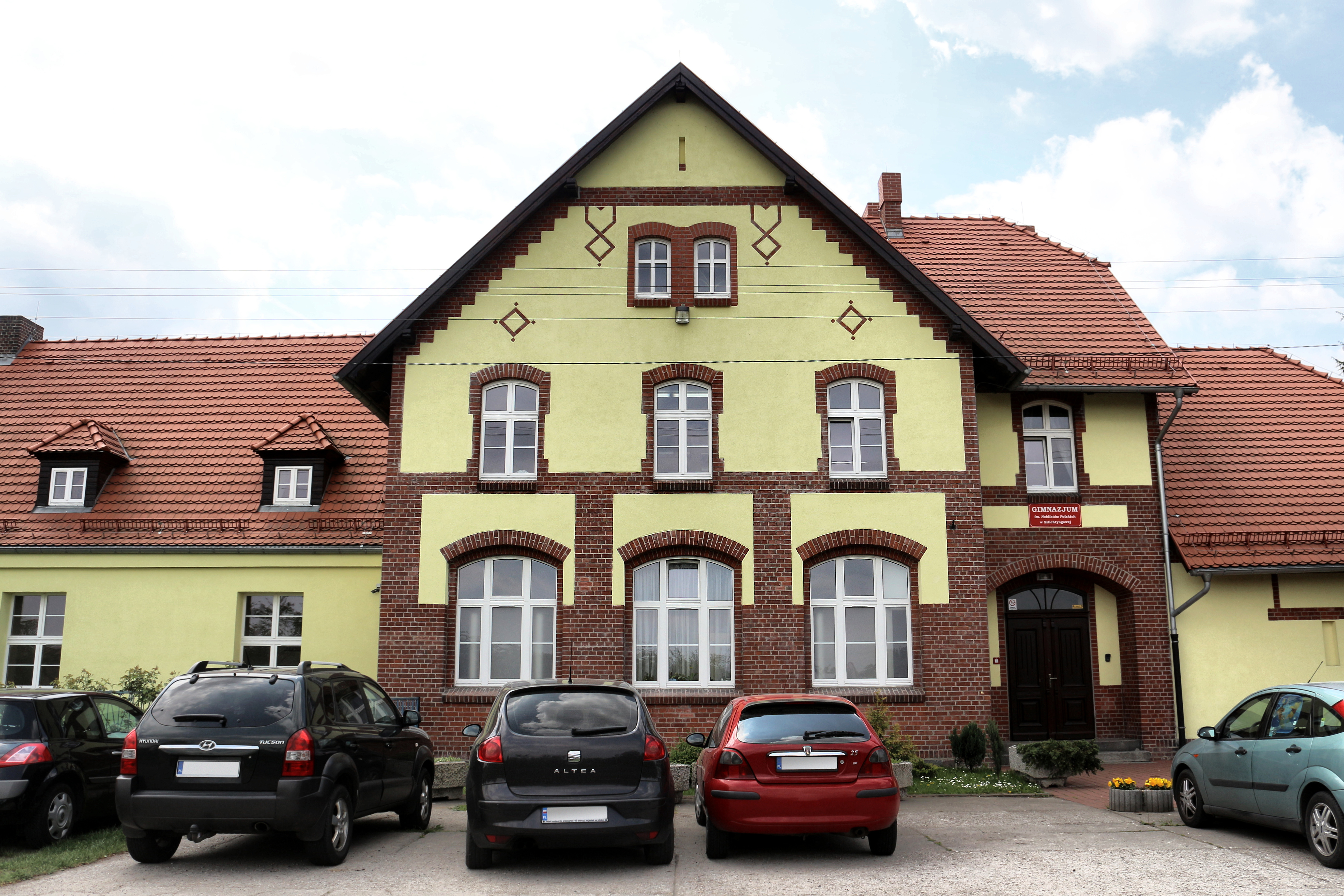
Budynek byłego gimnazjum

- Przedszkole Samorządowe im. Pluszowego Misia[7]
- Szkoła Podstawowa im. Jana Pawła II
- Gimnazjum im. Noblistów Polskich (zakończyło działalność w 2019)

## Kultura i sztuka
- Imprezy kulturalne:
  - Virtus Volley Cup – jeden z największych w Polsce turniejów w mini piłce siatkowej dziewcząt
  - Międzynarodowy Bieg Szlichtyngów
- Organizacje kulturalne:
  - Stowarzyszenie Grupa Virtus

## Sport
Kluby sportowe:
- Virtus Volley Szlichtyngowa (siatkówka dziewcząt)

– mistrz województwa lubuskiego w siatkówce plażowej kadetek (2009)

– wicemistrz województwa lubuskiego w siatkówce plażowej juniorek (2009)

– wicemistrz województwa lubuskiego w kat. klas piątych szkół podstawowych (2009)

– brązowy medalista mistrzostw województwa lubuskiego w kat. klas szóstych szkół podstawowych (2009)

– mistrz województwa lubuskiego w kat. klas piątych szkół podstawowych (2008)
- Miejski Klub Sportowy „Orzeł” Szlichtyngowa – klub piłkarski założony w 1997 roku i występujący w A-klasie.